# 中島清文
中島 清文（なかじま きよふみ、1963年5月26日 - ）は、三鷹の森ジブリ美術館館主（第2代）。株式会社スタジオジブリ代表取締役副社長、公益財団法人徳間記念アニメーション文化財団常務理事。栃木県小山市出身。
2005年から2017年まで三鷹の森ジブリ美術館の第2代館長、2017年から2021年までスタジオジブリ代表取締役社長を歴任した。

## 略歴
- 栃木県立栃木高等学校[3]、東京大学経済学部卒業。
- 住友銀行入行。銀行員として徳間書店とスタジオジブリを担当したことをきっかけに徳間書店に出向し、その後移籍[4]。
- 2004年4月、財団法人徳間記念アニメーション文化財団事務局長に就任。
- 2005年6月、三鷹の森ジブリ美術館館長に就任。
- 2017年11月、株式会社スタジオジブリに移籍、代表取締役社長に就任[5]。後任の館長には安西香月が就任した。
- 2021年2月、新型コロナウイルス禍に対応するため、社長を退任し、三鷹の森ジブリ美術館の専従の総責任者として第2代館主に就任[2]。美術館設立時から館主であった宮崎は名誉館主となった[2]。
- 2023年10月6日、日本テレビ放送網がスタジオジブリの株式を取得して子会社化したのと同時にスタジオジブリの代表取締役副社長に就任[6]。